# Комбс, Холли Мари
Хо́лли Мэри́ Комбс (англ. Holly Marie Combs; род. 3 декабря 1973, Сан-Диего, Калифорния) — американская актриса и продюсер, наиболее известная по ролям Пайпер Холливелл в сериале «Зачарованные» (1998—2006), Кимберли Брок в сериале «Застава фехтовальщиков» (1992—1996) и Эллы Монтгомери в сериале «Милые обманщицы» (2010—2017).

## Ранние годы
Холли Мари Комбс родилась в Сан-Диего (штат Калифорния). Дочь Дэвида и Лоралей Комбс, которая родила её в шестнадцатилетнем возрасте и была в браке с её отцом два года (1973—1975). Она переехала с матерью в Нью-Йорк в восьмилетнем возрасте и вскоре стала появляться в печатной и телерекламе. Обучалась в Professional Children’s School N.Y под руководством Эрни Мартина.

## Карьера
В тринадцатилетнем возрасте Комбс впервые появилась на экранах в комедии «Стеклянные стены», сыграв эпизодическую роль одноклассницы во флешбэке. В пятнадцать лет сыграла небольшую роль в 1988 году в фильме «Приятный танец сердец», а в следующем году такую же небольшую роль в фильме Оливера Стоуна «Рождённый четвёртого июля».
В 1992 году Комбс получила роль в драматическом сериале «Застава фехтовальщиков». Она проходила кастинг на роль Кимберли Брок пока жила в Нью-Йорке, но ей изначально отказали, а позже позвонили и пригласили на съемки. Сериал транслировался четыре года, за него Комбс получила положительные отзывы критиков и награду Young Artist Award. В 1992 году она также снялась в трёх кинофильмах, «Простые люди», «Цель желания» и «Хихикающий доктор»
В 1998 году Комбс получила свою самую известную роль в карьере, в сериале «Зачарованные». Комбс изначально пробовалась на роль Прю Холливелл, а Шеннен Доэрти на роль Пайпер Холливелл, но в конце концов их поменяли ролями. В пятом сезоне она стала также продюсером сериала, и снималась в нём вплоть до финала шоу в мае 2006 года.
Как и многие другие бывшие телезвёзды, Комбс пыталась вернуться на телевидение с собственным шоу. В 2008 году, наравне с Рошелль Эйтс и Брук Бёрнс, Комбс снялась в пилоте сериала для канала Lifetime «Любовницы», который не имел успеха. В 2010 году Комбс получила роль матери главной героини в сериале канала ABC Family «Милые обманщицы». Премьера сериала состоялась в июне 2010 года. Комбс была понижена до второстепенного появления начиная с четвёртого сезона.

## Личная жизнь
В 1993—1997 годы Комбс была замужем за актёром Брайаном Трэвисом Смитом.
В 2004—2011 годы Комбс была замужем за бывшим рабочим сцены в «Зачарованных» Дэвидом Донохо, от которого у неё есть три сына: Финли Артур Донохо (род. 26.04.2004), Райли Эдвард Донохо (род. 26.10.2006) и Келли Джеймса Донохо (род. 26.05.2009).
С 7 сентября 2019 года Комбс замужем за ресторатором Майком Райаном, с которым она встречалась 3 года до их свадьбы.
Комбс живёт в Бель Каньоне в долине Сан-Фернандо в Лос-Анджелесе с семьёй и многочисленными животными.

## Фильмография
| Год       |     | Русское название                 | Оригинальное название                          | Роль                             |
| --------- | --- | -------------------------------- | ---------------------------------------------- | -------------------------------- |
| 1988      | ф   | Приятный танец сердец            | Sweet Hearts Dance                             | Дебс Бун                         |
| 1989      | с   | Как вращается мир                | As the World Turns                             | Кэндис Янг                       |
| 1989      | ф   | Нью-йоркские истории             | New York Stories                               | гостья костюмированной вечеринки |
| 1989      | ф   | Рождённый четвёртого июля        | Born on the Fourth of July                     | Дженни                           |
| 1991      | тф  | —                                | Rockenwagner                                   | Клэр Линас / Лайла Кармайкл      |
| 1992      | ф   | Простые люди                     | Simple Men                                     | Ким                              |
| 1992      | ф   | Цепь желания                     | Chain of Desire                                | Дайана                           |
| 1992      | ф   | Хихикающий доктор                | Dr. Giggles                                    | Дженнифер Кемпбелл               |
| 1992—1996 | с   | Застава фехтовальщиков           | Picket Fences                                  | Кимберли Брок                    |
| 1994      | тф  | Любовь незнакомца                | A Perfect Stranger                             | Аманда Хейл                      |
| 1995      | ф   | Причина верить                   | A Reason to Believe                            | Шерон                            |
| 1996      | тф  | Грехи тишины                     | Sins of Silence                                | Софи Диматтео / Тереза Собео     |
| 1996      | кор | —                                | Vector                                         | Мэгги Сент Джеймс                |
| 1997      | с   | Относительность                  | Relativity                                     | Энн Прайс                        |
| 1997      | тф  | Смертельный любовный треугольник | Love’s Deadly Triangle: The Texas Cadet Murder | Дайан Замора                     |
| 1997      | тф  | Убийца нашей матери              | Our Mother’s Murder                            | Алекс Моррелл                    |
| 1998—2006 | с   | Зачарованные                     | Charmed                                        | Пайпер Холливелл                 |
| 2001      | с   | Комната кошмаров                 | The Nightmare Room                             | девушка                          |
| 2001      | ф   | Одиннадцать друзей Оушена        | Ocean’s Eleven                                 | Холли                            |
| 2003      | тф  | Обратитесь к Джейн               | See Jane Date                                  | Наташа Натли                     |
| 2007      | тф  | Друг семьи                       | Point of Entry                                 | Кэтрин Олден                     |
| 2008      | ф   | —                                | Zack’s Life                                    | Эшли Тернер                      |
| 2008      | с   | —                                | Killer in the Family                           | Саманта                          |
| 2009      | тф  | Любовницы                        | Mistresses                                     | Джейни                           |
| 2010      | ф   | —                                | Tenement                                       | Карен Прескотт                   |
| 2010      | с   | —                                | See Me Through                                 | доктор Коди Блэк                 |
| 2010      | с   | —                                | Family of Secrets                              | Зои Моррис                       |
| 2010—2017 | с   | Милые обманщицы                  | Pretty Little Liars                            | Элла Монтгомери                  |
| 2011      | кор | —                                | Summer of Love                                 | в роли самой себя                |
| 2016      | тф  | Трудности любви                  | Love’s Complicated                             | Лиа Тауншенд                     |
| 2016      | кор | —                                | We Are Austin                                  | Холли                            |
| 2019      | с   | Анатомия страсти                 | Grey’s Anatomy                                 | Хайди Питерсон                   |
| 2020      | с   | —                                | Pretty Little Wine Moms Re-Watch               | Холли                            |
| 2020      | с   | —                                | Homeward Bound: Surviving the Coronavirus      | Холли                            |